# Rossem-Impde
Rossem-Impde is een voormalige gemeente in de huidige Belgische provincie Vlaams-Brabant. Het grondgebied ligt nu in Wolvertem, een deelgemeente van Meise.

## Geschiedenis
De landelijk gemeente ontstond op het eind van het ancien régime onder Frans bewind en omvatte de dorpjes Rossem en Impde, die beide zo'n twee tot drie kilometer ten noorden van Wolvertem liggen. Nog tijdens het Frans bewind, in 1811, werd deze gemeente alweer opgeheven en net als Meuzegem bij Wolvertem gevoegd.